# Vicklebyskolan
Vicklebyskolan var en grupp konstnärer som under första delen av 1900-talet sommartid vistades i Vickleby på södra Öland och som under andra världskriget företrädesvis bodde på Bo pensionat. Många svenska konstnärer, med mer eller mindre koppling till gruppen sökte sig under denna period till Öland för att utnyttja det speciella ljuset på Öland. Vickleby blev under denna tid även ett populärt sommarviste för författare och andra 
kulturarbetare.
Vicklebyskolan bildades kring Arthur Percy och  William Nording, som var gift med pensionatets ägare Maja Uddenberg-Nording.

## Konstnärer
- Victor Axelson
- Ture Bosin
- Brita Ek
- Lars Florén
- Arvid Fougstedt
- Hjalmar Grahn
- Axel Kargel
- Ann-Mari Larsén
- Birger Ljungquist
- Vera Nilsson
- William Nording
- Torsten Palm
- Gösta Palm
- Arthur Percy
- Patrik Reuterswärd
- Carl Ryd
- Harald Sallberg
- Alex Sjögren
- Gunnar Svenson
- Stig Södersten
- Torbjörn Zetterholm